# 小瓦利鎮區 (堪薩斯州麥克弗森縣)
小瓦利鎮區（英語：Little Valley Township）為美國堪薩斯州麥克弗森縣轄下的鎮區。2010年美国人口普查中此鎮區人口有409人。

## 地理
小瓦利鎮區涵蓋總面積為93.2平方（35.98平方英里），其中陸地面積為93.2平方（35.98平方英里），水域面積為0平方（0.00平方英里）或0.00%。

## 人口統計
根據2010年美國人口普查，小瓦利鎮區人口有409人，其中男性有198人，女性有211人，人口密度為每平方公里4.39人，住房計169戶。鎮區內的白人有394人，非裔美國人有0人，美洲原住民有4人，亞裔美國人有0人，太平洋島裔美國人有0人，其他種族有5人，混血種族則有6人。此外鎮區內有5人為西班牙裔或拉丁裔美國人。此鎮區之年齡中位數為47.3歲，而男性年齡中位數為47.7歲，女性年齡中位數為46.5歲。

## 交通

### 主要公路
- 61號堪薩斯州州道